# Norrlindsjö
Norrlindsjö är en by i Attmar socken utanför Matfors, Sundsvalls kommun. Norrlindsjö är belägen på den norra sidan av Lindsjön.